# Новый Мерчик
Но́вый Мерчик (укр. Новий Мерчик), село,
Новомерчинский сельский совет,
Валковский район,
Харьковская область.
Код КОАТУУ — 6321285001. Население по переписи 2001 г. составляет 931 (416/515 м/ж) человек.
Является административным центром Новомерчинского сельского совета, в который не входят другие населенные пункты.

## Географическое положение
Село Новый Мерчик находится в 20 км от Валок на берегу реки Мокрый Мерчик (в основном на левом берегу), на реке несколько плотин и водохранилищ.
На правом берегу реки большой садовый массив, выше по течению примыкают сёла Доброполье и Старый Мерчик.
Часть села раньше называлась Долгий Кут.

## История
- Новый Мерчик отделился от села Всесвятского, которое было основано в 1665 г.  Название села Мерчик произошло от гидронима - имени реки Мерчик.
- Всесвятское разделилось на сёла Старый Мерчик, Доброполье и Новый Мерчик. Население села относится к первым поселенцам Слободской Украины. Заселялось выходцами с Правобережной Украины и Гетьманщины.
- До отмены Слободского козацкого устройства в 1765 года, по административному делению село входило в Ольшанскую сотню Харьковского полка.
- В 1743 г. основан Покровский храм. Число прихожан храма: 1750 г. — 543, 1770 г. — 985, 1790 г. — 1160, 1810 г. — 1290, 1830 г. — 1508, 1850 г. — 1419.
- В 1940 году, перед ВОВ, в селе Новый Мерчик без хуторов, располагавшемся на обеих берегах Мокрого Мерчика, был 431 двор, православная церковь, сельсовет, больница и три ветряные мельницы.[1]
- Население в 1966 году составило 1618 человек, здесь действовали две школы (восьмилетняя и начальная), клуб на 180 мест, библиотека, колхоз имени Георгия Димитрова с 2240 га с.х. угодий.

## Экономика
- В селе есть большие яблочные сады.

## Объекты социальной сферы
- Школа.
- Новомерчанская участковая больница.
- Клуб

## Достопримечательности
- Братская могила советских воинов и Памятный знак воинам-односельчанам. Похоронено 333 чел.

## Религия
- Церковь Покрова Пресвятой Богородицы. Свято-Покровский храм в Новом Мерчике был известен с 1743 года.Новомерчанская церковь евангельских христиан баптистов,примерно с 1885-90гг.